# Janusz Pastusiak
Janusz Marek Pastusiak (ur. 10 kwietnia 1960 w Lublinie) – polski samorządowiec, urzędnik i inżynier, w latach 1991–1994 prezydent Chełma, w latach 1994–1998 wiceprezydent Skierniewic, w latach 2015–2018 zastępca burmistrza Rawy Mazowieckiej.

## Życiorys
Z wykształcenia inżynier mechanik, pracował w cementowni w Chełmie. W 1991 został wybrany przez Radę Miasta Chełm prezydentem miasta. Urząd sprawował do 1994. Następnie objął funkcję wiceprezydenta Skierniewic, którą sprawował do 1998. W latach 1999–2015 był prezesem Zakładu Wodociągów i Kanalizacji WOD-KAN w Skierniewicach. W sierpniu 2015 burmistrz Rawy Mazowieckiej Dariusz Misztal powołał go na swojego zastępcę. W 2018 był kandydatem Prawa i Sprawiedliwości w wyborach samorządowych na urząd prezydenta Skierniewic. Uzyskał 3745 głosów (18,99%) przegrywając z dotychczasowym włodarzem miasta Krzysztofem Jażdżykiem. W tych samych wyborach uzyskał mandat radnego Rady Miasta Skierniewice. W związku z wyborem na radnego w październiku 2018 został odwołany z funkcji wiceburmistrza Rawy Mazowieckiej. W kwietniu 2019 objął stanowisko zastępcy dyrektora Departamentu Administracji Urzędu Marszałkowskiego Województwa Łódzkiego.
W wyborach parlamentarnych w 1993 bezskutecznie ubiegał się o mandat senatora z województwa chełmskiego z listy Bezpartyjnego Bloku Wspierania Reform zdobywając 7530 głosów i zajmując 8. miejsce spośród 12 kandydatów. W wyborach w 1997 otwierał okręgową listę do Sejmu Bloku dla Polski.
Został odznaczony Brązowym (2007) i Złotym (2021) Krzyżem Zasługi.